# Anselm Audley
Pour les articles homonymes, voir Audley.
Anselm Audley est un écrivain britannique né en 1982.
Il a commencé à seize ans la rédaction de sa trilogie d'Aquasilva.

## Œuvres
- Aquasilva (trilogie)
  - Hérésie (2001)
  - Inquisition (2002)
  - Croisade (2003)
- Vespera (2007)